# حفل توزيع جوائز الأوسكار الثامن والستون
جوائز الأوسكار الثامن والستونهو الحفل الثامن والستون في تاريخ جوائز الأوسكار. عقد في 25 مارس 1996. في جناح دوروثي تشاندلر في لوس أنجلوس في الولايات المتحدة الأمريكية.قدم الحفل ووبي غولدبرغ.

## جوائز
- نيكولاس كيج أفضل ممثل
- سوزان سارندون أفضل ممثلة
- قلب شجاع (فيلم) أفضل فيلم
- ميرا سورفينوأفضل ممثلة مساعدة

## روابط خارجية
- حفل توزيع جوائز الأوسكار الثامن والستون على موقع IMDb (الإنجليزية)
- حفل توزيع جوائز الأوسكار الثامن والستون على موقع ميوزك برينز (الإنجليزية)